# Anton Matthäus I.

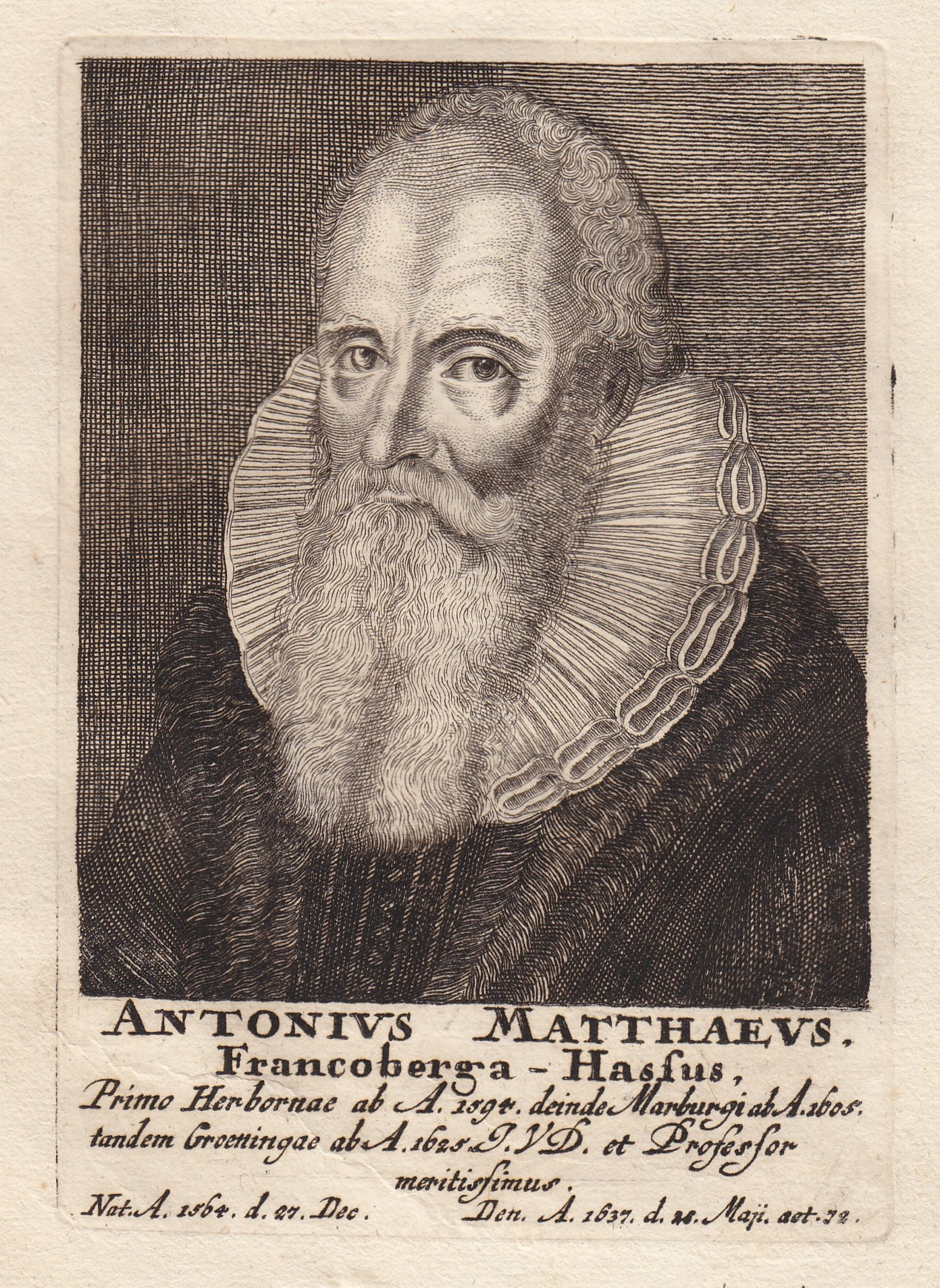
Porträt Anton Matthäus I

Anton Matthäus (auch: Mathaeus; * 27. Dezember 1564 in Frankenberg (Eder); † 28. Mai 1637 in Groningen) war ein deutscher Rechtswissenschaftler.

## Leben
Matthäus wurde als vierter Sohn des Marburger Professors Konrad Matthaeus (1519–1580) und dessen zweiter Frau Ursula, der Tochter des Marburger Ratsherrn Geilo Wernher, geboren. Seine Eltern waren zu seiner Geburtszeit nach Frankenberg geflüchtet, da in Marburg die Pest ausgebrochen war. Nachdem er von 1581 das Pädagogium in Marburg besucht hatte, bezog er 1585 die Universität Marburg und nahm wie sein Vater ein Studium der Rechtswissenschaften auf. Dabei erhielt er unter anderem von Hermann Vultejus und Regner Sixtin (1543–1617) das Anfangswissen der Rechtswissenschaften vermittelt. 1586 wechselte er an die Universität Heidelberg, wo er bei seinem Schwager Valentin Forster seine Studien fortsetzte.
Da in Heidelberg Studentenunruhen ausbrachen, zog er 1587 an die Universität Helmstedt und von dort an die Universität Wittenberg, wo Eberhard von Weyhe und Petrus Wesenbeck seine Lehrer waren. Durch seinen Schwager Georg Sohn (1551–1589) wurde er nach den Studentenunruhen wieder nach Heidelberg gelotst, wo ihn eine Hofmeisterstelle bei dem Adligen Alexander von Somber erwartete, den er auf einer Bildungsreise begleitete. So lernte er an der Universität Altdorf Hugo Donellus und Hubert Giphanius (1534–1604) kennen. 1593 kehrte er nach Marburg zurück und wurde Privatlehrer der Rechtswissenschaften, 1594 promovierte er zum Doktor der Rechte und gelangte im selben Jahr auf den juristischen Lehrstuhl des akademischen Gymnasiums in Herborn.
In jener Zeit begann er auch schriftstellerisch tätig zu werden. Von Landgraf Moritz von Hessen wurde er 1605 als ordentlicher Professor der Rechte an die Marburger Hochschule berufen. Nachdem er 20 Jahre auf dem Lehrstuhl gewirkt hatte, er 1621 Rektor der Universität war, wurde er 1625 Professor der Rechte an der neugegründeten Universität Groningen. Er wäre auch gern einem Ruf an die Universität Franeker gefolgt, war jedoch in Groningen nicht abkömmlich. So verlebte er seine letzten Lebensjahre dort. Im Alter hatte er mit zunehmenden Gliederschmerzen zu kämpfen und war immer mehr ans Bett gefesselt.

## Familie
1596 verheiratete er sich in Herborn mit Elisabeth der Tochter des Archivars Eckehard Schuler. Mit dieser hatte er neun Söhne und drei Töchter. Vier seiner Söhne erlangten ebenfalls Bedeutung. Johannes Matthäus wurde Professor in Kassel, Anton Matthäus (1601–1654) wurde Professor in Utrecht, Konrad Matthäus wurde Professor in Gröningen und Christoph Matthäus († 11. Juni 1647 in Utrecht) Professor der Medizin in Utrecht.

## Werkauswahl
Eine große Anzahl seiner Schriften enthalten die nach seinem Tod durch seine Söhne herausgegebenen Collegia juris sex, welche 1649 in Rom auf den Index gesetzt wurden. Diese umfassen 144 Disputationen.
1. Notae et animadversiones in libros IV Instit. Jur. Imp. Justin. Herborn 1600, 1602, 1611, 1632, Franeker 1647, Amsterdam 1657
2. Comment. In varios Digestorum & Codicis Tiulos.
3. Fundamenta juris. Herborn 1623
4. Conclusiones de foederibus & foederum natura. Grönigen 1634
5. Collegium controversiarum antinomiarum in institutionibus. Gröningen 1637
6. De criminibus ad lib. XLVII et XLVIII Digestorrum. 1644
7. Collegia juris sex. Gröningen 1638, Franeker 1647,